# Merry&Hell Go Round
Merry&Hell Go Round je druhé Oliviino minialbum, vydané 27. června 2003 vydavatelstvím Avex Trax Tower Records Japan.

## Seznam skladeb
1. "SpiderSpins"
2. "Denial"
3. "Blind Unicorn"
4. "Cupid"
5. "Sugarbloodsuckers"